# Álvaro Odriozola
Álvaro Odriozola Arzallus (* 14. Dezember 1995 in San Sebastián) ist ein spanischer Fußballspieler. Der rechte Verteidiger schaffte bei Real Sociedad San Sebastián den Sprung in den Profifußball und steht seit September 2023 wieder dort unter Vertrag.

## Karriere

### Vereine
Odriozola kam als Zehnjähriger in die Jugendabteilung von Real Sociedad San Sebastián. In der Spielzeit 2013/14 hatte er seine ersten Einsätze für die B-Mannschaft in der drittklassigen Segunda División B und spielte bis Saisonende neunmal. Odriozola, in der Jugend eher im rechten offensiven Mittelfeld zuhause gewesen, wurde in der B-Mannschaft zum Rechtsverteidiger umgeschult und etablierte sich in den folgenden Spielzeiten auf jener Position als Stammspieler. Im Januar 2017 wurde Odriozola in die erste Mannschaft hochgezogen. Am 16. Januar 2017 debütierte er beim 2:0-Auswärtssieg gegen den FC Málaga in der Primera División. Bis Saisonende kam Odriozola zu 15 Einsätzen und belegte mit Real Sociedad den sechsten Platz der Abschlusstabelle, der ihn mit seiner Mannschaft für die Europa League qualifizierte. In der Spielzeit 2017/18 war er Stammspieler und kam zu 35 Ligaeinsätzen sowie sechs Spielen in der Europa League, in der er am 15. Februar 2018 beim 2:2 gegen Zenit Sankt Petersburg sein erstes Pflichtspieltor im Profifußball erzielte.
Zur Saison 2018/19 wechselte Odriozola zu Real Madrid. Er unterschrieb einen Vertrag bis zum 30. Juni 2024. In seiner ersten Saison kam er dort in 22 der insgesamt 57 Pflichtspiele zum Einsatz, in der Saison 2019/20 bestritt er bis zum Jahreswechsel nur fünf Pflichtspiele für Real. Letztlich hatte er dort das Nachsehen gegenüber dem erfahreneren Dani Carvajal auf der Rechtsverteidigerposition. Im Januar 2020 wurde Odriozola bis Saisonende an den FC Bayern München ausgeliehen, um dort einen personellen Engpass in der Defensive zu beheben. Da aufgrund der COVID-19-Pandemie das Saisonende verschoben werden musste, wurde Odriozolas Vertrag bis zum 31. August verlängert, damit dieser das Pokalfinale (4. Juli) und die Champions-League-Saison 2019/20 (August) zu Ende spielen konnte. Er kam hinter Benjamin Pavard und Joshua Kimmich, der überwiegend im defensiven Mittelfeld spielte, zu fünf Pflichtspieleinsätzen und gewann mit der Mannschaft das Triple aus Meisterschaft, DFB-Pokal und Champions League.
Zur Saison 2020/21 kehrte Odriozola zu Real Madrid zurück. Er konnte sich aber erneut nicht durchsetzen und kam zu 13 Ligaeinsätzen (9-mal von Beginn), in denen er zwei Tore erzielte. Ende August 2021 wechselte der Rechtsverteidiger bis zum Ende der Saison 2021/22 auf Leihbasis in die italienische Serie A zur AC Florenz.
Im September 2023 kehrte er nach San Sebastián zurück.

### Nationalmannschaft
Odriozola debütierte am 23. März 2017 beim 3:1-Sieg im Freundschaftsspiel gegen Dänemark in der spanischen U21-Nationalmannschaft. Im Juni 2017 nahm er mit der Auswahl an der U21-Europameisterschaft in Polen teil und kam im Turnier einmal zum Einsatz. Mit seiner Mannschaft erreichte er das Finale und unterlag dort der deutschen Mannschaft mit 0:1.
Am 6. Oktober 2017 spielte Odriozola beim 3:0-Sieg im WM-Qualifikationsspiel gegen Albanien erstmals in der A-Nationalmannschaft. Am 3. Juni 2018 erzielte er den 1:0-Führungstreffer beim 1:1 im Testspiel gegen die Schweiz. Wenige Tage zuvor war Odriozola von Nationaltrainer Julen Lopetegui in den spanischen Kader für die Weltmeisterschaft 2018 in Russland berufen worden. Im Turnier, das Spanien unter der Leitung von Fernando Hierro spielte, wurde Odriozola nicht eingesetzt. Seit der WM wurde er nicht mehr in die Nationalmannschaft berufen.

## Titel
Real Madrid
- Klub-Weltmeister: 2018, 2022
- Spanischer Meister: 2020
- Spanischer Pokalsieger: 2023

FC Bayern München
- Deutscher Meister: 2020
- DFB-Pokal-Sieger: 2020
- Champions-League-Sieger: 2020